# Шеси (Сена и Марна)
Шеси (фр. Chessy) је насељено место у Француској у региону Париски регион, у департману Сена и Марна.
По подацима из 2011. године у општини је живело 4355 становника, а густина насељености је износила 758,71 становника/km².

## Демографија
| 1962. | 1968. | 1975. | 1982. | 1990. | 2011. |
| ----- | ----- | ----- | ----- | ----- | ----- |
| 394   | 462   | 582   | 760   | 1.124 | 4.355 |